# Geoff Hunt
Geoffrey Brian „Geoff“ Hunt, MBE, AM (* 11. März 1947 in Melbourne) ist ein ehemaliger australischer Squashspieler. Er gewann viermal die Weltmeisterschaft.

## Werdegang
Vom Februar 1976 bis 1980 war Hunt Weltranglistenführender und gewann in diesen Jahren viermal die Weltmeisterschaft. 1981 scheiterte er bei seiner fünften Finalteilnahme an Jahangir Khan. Damit gehört der Australier zu den drei erfolgreichsten Squashspielern der Geschichte. Hinzu kommen weitere acht Titel bei den British Open, die er 1969, 1974 und von 1976 bis 1981 gewinnen konnte. Auch die Australian Open gewann er achtmal. Von insgesamt 215 Turnieren, an denen er während seiner Karriere teilnahm, gewann Hunt 178. Mit der australischen Nationalmannschaft gewann er zwischen 1967 und 1971 dreimal die Weltmeisterschaft.
Aufgrund von Rückenproblemen musste Hunt seine Karriere beenden. Von 1985 bis 2003 fungierte er beim Australian Institute of Sport als Cheftrainer der Squashabteilung. 2003 wechselte er als Trainer an die Aspire Academy in Doha, Katar, wo er bis 2013 beschäftigt war. Er war im Anschluss von 2014 bis Ende 2019 als Trainer von Abdulla Mohd Al Tamimi tätig.
Hunt ist Mitglied der Hall of Fames der World Squash Federation (1993) und des australischen Squashverbandes, sowie seit 1985 Mitglied in der Sport Australia Hall of Fame.

## Erfolge
- Weltmeister: 4 Titel (1976, 1977, 1979, 1980)
- Weltmeister mit der Mannschaft: 3 Titel (1967, 1969, 1971)
- 60 Monate Weltranglistenerster